# Kasannoin (Fujiwara)
O Kasannoin (花山院家, [かざんいんけ] Erro: {{japonês}}: texto da transliteração contém caractere não latino (pos 1) (ajuda), ou Kazanin) era um ramo do clã Fujiwara fundado por Fujiwara no Ietada.
Ietada foi o segundo filho de Fujiwara no Morozane e meio irmão de Moromichi.
Em 8 de fevereiro de 1094 o pai de  Ietada se aposenta de seus cargos, inclusive o de líder do Hokke Fujiwara que foi passado para Moromichi, mas devido aos serviços prestados o Imperador Horikawa concedeu a Ietada que formasse um novo ramo do Clã Fujiwara que passou a ser designado Kasannoin (uma referencia a Kasan'noin dai a residência onde seu sogro Higashi Ichijōden morava).

## Lista dos Líderes do Ramo
1. Ietada - (1094-1130)
2. Tadamune - (1130-1132)
3. Tadamasa - (1132-1170)
4. Kanemasa - (1170-1199)
5. Tadatsune - (1199-1213)
6. Sadamasa - (1213-1254)
7. Michimasa - (1254-1276)
8. Ienori - (1276-1297)
9. Iesada - (1297-1323)
10. Nagasada - (1323-1351)
11. Kanesada - (1351-1378)
12. Michisada - (1378-1400)
13. Tadasada - (1400-1416)
14. Mochitada - (1416-1448)
15. Sadatsugu - (1448-1454)
16. Masanaga - (1454-1525)
17. Tadasuke - (1525-1542)
18. Iesuke - (1542-????)